# Adam Zimmerman
Adam Isaac Zimmerman (ur. 14 sierpnia 1852 w Harrisburgu w Stanach Zjednoczonych, zm. 21 listopada 1919 w Hamilton) – kanadyjski kupiec, polityk Partii Liberalnej.

## Działalność polityczna
W okresie od 3 listopada 1904 do 25 października 1908 reprezentował okręg wyborczy Hamilton West w kanadyjskiej Izbie Gmin.